# Енджі Евергарт
Е́нджела Кей Е́вергарт (англ. Angie Everhart) (*7 вересня 1969, Акрон, Огайо) — американська фотомодель, акторка та продюсерка.

## Життєпис
Народилася в місті Акрон, Огайо в 1969 році, 7 вересня. Дитинство провела в Акроні, там же закінчила школу. У неї п'ятеро братів та сестер.

### Кар'єра
Кар'єру почала з модельного бізнесу. У 15 років під наглядом матері зробила першу фотосесію, того ж року полетіла до Парижа, де підписала контракт з «Karin Model Agency». До кінця наступного року фото Евергарт опинилося на обкладинках журналів «ELLE» та «Glamour». З Евергарт почалася ера рудоволосих на обкладинках журналів. Модельна кар'єра була успішною, вона знімалася для найкращих глянцевих видань. У 19 років Евергарт пережила нещасний випадок, у якому пошкодила спину.
У 1991 році з'явилася на телеекранах Італії. А в 1993 році дебютувала на кіноекранах у фільмі «Останній кіногерой», де знялася з Арнольдом Шварценеггером. 1995 року вийшов наступний фільм з Евергарт — «Повія» і серіал «Caroline in the city». Далі вона знімається в двох і більше проєктах за рік. Знялася майже в 20 кінострічках, а з 1995 року успішно грає в телесеріалах. Знялася в таких фільмах як «Садівник», «Паразит», «Точка відліку», «Реальна угода» та інших. З успіхом брала участь у ТВ-шоу і телепроєктах.
У 2000 році Евергарт знялася оголеною для журналу «Playboy». У 2003 році Енджі Евергарт увійшла в сотню найбільш успішних жінок.

### Особисте життя
Була одружена з актором Ешлі Гамільтоном, через півроку шлюб розпався. Зустрічалася з Сильвестром Сталлоне, принцом Монако, Орландо Джоунсом.

## Фільмографія
- 1993 — Останній кіногерой
- 1995 — Нефрит
- 1996 — Час скажених псів
- 1996 — Кривавий бордель
- 1997 — Ціль номер один
- 1998 — Садівник
- 2000 — Бродяга
- 2004 — Таємниця голлівудської мами